# Vergetot
Vergetot é uma comuna francesa na região administrativa da Normandia, no departamento de Sena Marítimo. Estende-se por uma área de 4,3 km². Em 2010 a comuna tinha 456 habitantes (densidade: 106 hab./km²).